# Scrabble anglophone
Le Scrabble anglophone est la version originale du jeu de Scrabble. De nombreuses personnes jouent en anglais, même si l'anglais n'est pas leur langue maternelle. Le jeu est très populaire dans de nombreux pays, dont les États-Unis, le Royaume-Uni, l'Australie, la Thaïlande et certains pays africains.

## Les règles du jeu
Les compétitions de Scrabble anglophone se jouent exclusivement en Scrabble classique, c'est-à-dire avec deux joueurs face-à-face, le vainqueur étant celui qui a marqué le plus de points en fin de partie. Le Scrabble duplicate, très répandu dans les pays francophones, n'a jamais rencontré de succès dans les pays anglophones.
Deux dictionnaires de référence coexistent :
- OWL (Official Word List), anciennement appelé OSPD (Official Scrabble Player's Dictionary) est la version nord-américaine du dictionnaire, utilisée dans les tournois officiels aux États-Unis, Canada, Israël et Thaïlande.
- SOWPODS utilisé dans tous les autres pays. C'est un dictionnaire composé de TWL et OSW (Official Scrabble Words), la liste de mots utilisée originellement au Royaume-Uni. La première version du SOWPODS était formée de OSPD + OSW, d'où son nom.

Le SOWPODS contient donc tous les mots de la TWL. En revanche, la TWL ne reprend pas plusieurs milliers de mots présents dans le SOWPODS. C'est ce dernier qui est utilisé lors des Championnats du Monde, ce qui désavantage donc les joueurs utilisant ordinairement la TWL.
Toutes les tentatives d'unification du vocabulaire ont régulièrement échoué.

### Distribution et valeur des lettres
Le jeu se compose de 100 jetons (200 pour le Super Scrabble) valant entre 0 (blanks, « lettres blanches ») et 10 points.

### Liste des mots de deux lettres
Liste des mots de deux lettres pour le SOWPODS.
| AA | AB | AD | AE | AG | AH | AI | AL | AM | AN | AR | AS | AT | AW | AX | AY | BA | BE | BI |
| BO | BY | CH | DA | DE | DI | DO | EA | ED | EF | EH | EL | EM | EN | ER | ES | ET | EX | FA |
| FE | FY | GI | GO | GU | HA | HE | HI | HO | ID | IF | IN | IO | IS | IT | JA | JO | KA | KO |
| KI | KY | LA | LI | LO | MA | ME | MI | MM | MO | MU | MY | NA | NE | NO | NU | NY | OB | OD |
| OE | OF | OH | OI | OM | ON | OP | OR | OS | OU | OW | OX | OY | PA | PE | PI | PO | QI | RE |
| SH | SI | SO | ST | TA | TE | TI | TO | UG | UH | UM | UN | UP | UR | US | UT | WE | WO | XI |
| XU | YA | YE | YO | YU | ZA | ZO |    |    |    |    |    |    |    |    |    |    |    |    |
Liste des mots de deux lettres pour l'OWL.
| AA | AB | AD | AE | AG | AH | AI | AL | AM | AN | AR | AS | AT | AW | AX | AY | BA | BE | BI |
| BO | BY | DE | DO | ED | EF | EH | EL | EM | EN | ER | ES | ET | EX | FA | FE | GO | HA | HE |
| HI | HO | ID | IF | IN | IS | IT | JO | KA | KI | LA | LI | LO | MA | ME | MI | MM | MO | MU |
| MY | NA | NE | NO | NU | OD | OE | OF | OH | OI | OM | ON | OP | OR | OS | OW | OX | OY | PA |
| PE | PI | QI | RE | SH | SI | SO | TA | TI | TO | UH | UM | UN | UP | US | UT | WE | WO | XI |
| XU | YA | YE | YO | ZA |    |    |    |    |    |    |    |    |    |    |    |    |    |    |

## Les championnats internationaux
- Le Championnat du monde de Scrabble anglophone est organisé par MATTEL. Les joueurs utilisent le SOWPODS ou CWL. Il n'y a qu'une division, composée d'environ 100 joueurs qui disputent 24 parties selon le même système que pour l'USSO et les deux meilleurs sont qualifiés pour une finale en trois manches gagnantes[3];
- Le Championnat mondial WESPA. Organisé tous les deux ans par la WESPA depuis 2015 ;
- Le North-American Scrabble Championship (anciennement National Scrabble Championship) est organisé tous les ans depuis 2004 par Hasbro, il s'agit d'un tournoi open, n'importe quel joueur peut s'inscrire au tournoi, Américain ou non. Le tournoi principal se déroule avec le dictionnaire OWL. Cela veut dire que les joueurs non américains doivent désapprendre les mots qui sont seulement dans le SOWPODS. Le champion national est celui qui gagne la première division - il y a 7 ou 8 divisions, nommées alphabétiquement, A étant la première division. Le premier match est tiré au sort, puis les matchs sont déterminés selon le nombre de victoires, les joueurs ayant approximativement le même nombre de victoires se rencontrent entre eux, sans répétition. Après 30 parties, les deux premiers se retrouvent dans une finale en trois manches gagnantes. S'il y a deux joueurs qui ont le même nombre de victoires, la somme des écarts (différence entre les points marqués par un joueur et les points marqués par ses adversaires) est prise en compte ;
- La Brand's Crossword Game King's Cup   (anciennement Thailand International) (la coupe est fournie par le roi de Thaïlande) est le plus grand tournoi de Scrabble anglophone au monde, et en 1996 comptait 1500 joueurs[4] ;
- L'UK Open est organisé tous les ans depuis 2008 par la ABSP (Association of British Scrabble Players). C'est le plus important tournoi de Scrabble anglophone en Europe ;
- Le Championnat d'Afrique de Scrabble anglophone est organisé tous les deux ans par la PANASA (Pan African Scrabble Association).

## Palmarès
Le championnat du monde de Scrabble anglophone est disputé depuis 1991 :
| Année | Vainqueur           | Pays             |
| ----- | ------------------- | ---------------- |
| 1991  | Peter Morris        | États-Unis       |
| 1993  | Mark Nyman          | Royaume-Uni      |
| 1995  | David Boys          | Canada           |
| 1997  | Joel Sherman        | États-Unis       |
| 1999  | Joel Wapnick        | Canada           |
| 2001  | Brian Cappelletto   | États-Unis       |
| 2003  | Panupol Sujjayakorn | Thaïlande        |
| 2005  | Adam Logan          | Canada           |
| 2007  | Nigel Richards      | Nouvelle-Zélande |

La National Scrabble Championship est disputé depuis 1978 :
| Année | Vainqueur         | Pays             |
| ----- | ----------------- | ---------------- |
| 1978  | David Prinz       | États-Unis       |
| 1980  | Joe Edley         | États-Unis       |
| 1983  | Joel Wapnick      | Canada           |
| 1985  | Ron Tiekert       | États-Unis       |
| 1987  | Rita Norr         | États-Unis       |
| 1988  | Robert Watson     | États-Unis       |
| 1989  | Peter Morris      | États-Unis       |
| 1990  | Robert Felt       | États-Unis       |
| 1992  | Joe Edley         | États-Unis       |
| 1994  | David Gibson      | États-Unis       |
| 1996  | Adam Logan        | Canada           |
| 1998  | Brian Cappelletto | États-Unis       |
| 2000  | Joe Edley         | États-Unis       |
| 2002  | Joel Sherman      | États-Unis       |
| 2004  | Trey Wright       | États-Unis       |
| 2005  | Dave Wiegand      | États-Unis       |
| 2006  | Jim Kramer        | États-Unis       |
| 2008  | Nigel Richards    | Nouvelle-Zélande |

## Records individuels
- Meilleur score (OWL) – 830 par Michael Cresta, le 12 octobre 2006[6],[7].
- Meilleur score (SOWPODS) – 750 par Edward Okulicz (Australie), 2004[8].
- Meilleur score pour un mot (OWL) 365 par Michael Cresta (QUIXOTRY)[7].
- Meilleur score pour un mot (SOWPODS) – 392 par Karl Khoshnaw (CAZIQUES)[9].